# 大原 (世田谷區)
大原（日语：／ Ōhara */?）是東京都世田谷區的地名。現行行政地名為大原一丁目與二丁目。

## 地理
位於世田谷區北部，屬北澤地域。東鄰北澤，南接代田，西連羽根木、松原，北通杉並區和泉、方南與澀谷區笹塚。位於武藏野台地上，大部分地形平坦，地勢往南緩緩下降。玉川上水通過北部，已暗渠化，上方整備為公園等。幹道沿線、車站周邊等為商業用地，其他多為住宅地。

## 歷史
原屬東京府荏原郡代田村一部分。歷經世田谷村合併、編入東京市、與代田分離等事件後，1964年（昭和39年）實施住居表示，確立現在的町域。
大正時代在此設立和田堀給水所。在京王線、幹線道路開通的帶動下，原來的農村逐漸市區化。

### 地名由來
因地形平坦而得名。

## 交通
町內的鐵路車站有代田橋站（京王電鐵京王線）。幹線道路方面，北邊町界為甲州街道，另有南北向的環七通、東西向的井之頭通穿越町內。井之頭通原為水道道路，途經和田堀給水所。在世田谷區北澤地域中，此地是交通樞紐性質較為強烈的地區。

## 備註
1. ↑  平成25年（2013年）の世田谷区の町丁別人口と世帯数 - 世田谷区